# Phoenix AG
Phoenix AG este o companie germană producătoare de componente auto din cauciuc.
În anul 2004, Phoenix AG a fost preluat de firma Continental AG.
Cifra de afaceri:
- 2000: 1 miliard dolari[1]
- 1999: 860 milioane dolari[1]

## Phoenix în România
Compania a investit la Carei 12 milioane dolari într-o fabrică de componente auto din cauciuc, în special furtunuri.